# C1RCA Footwear

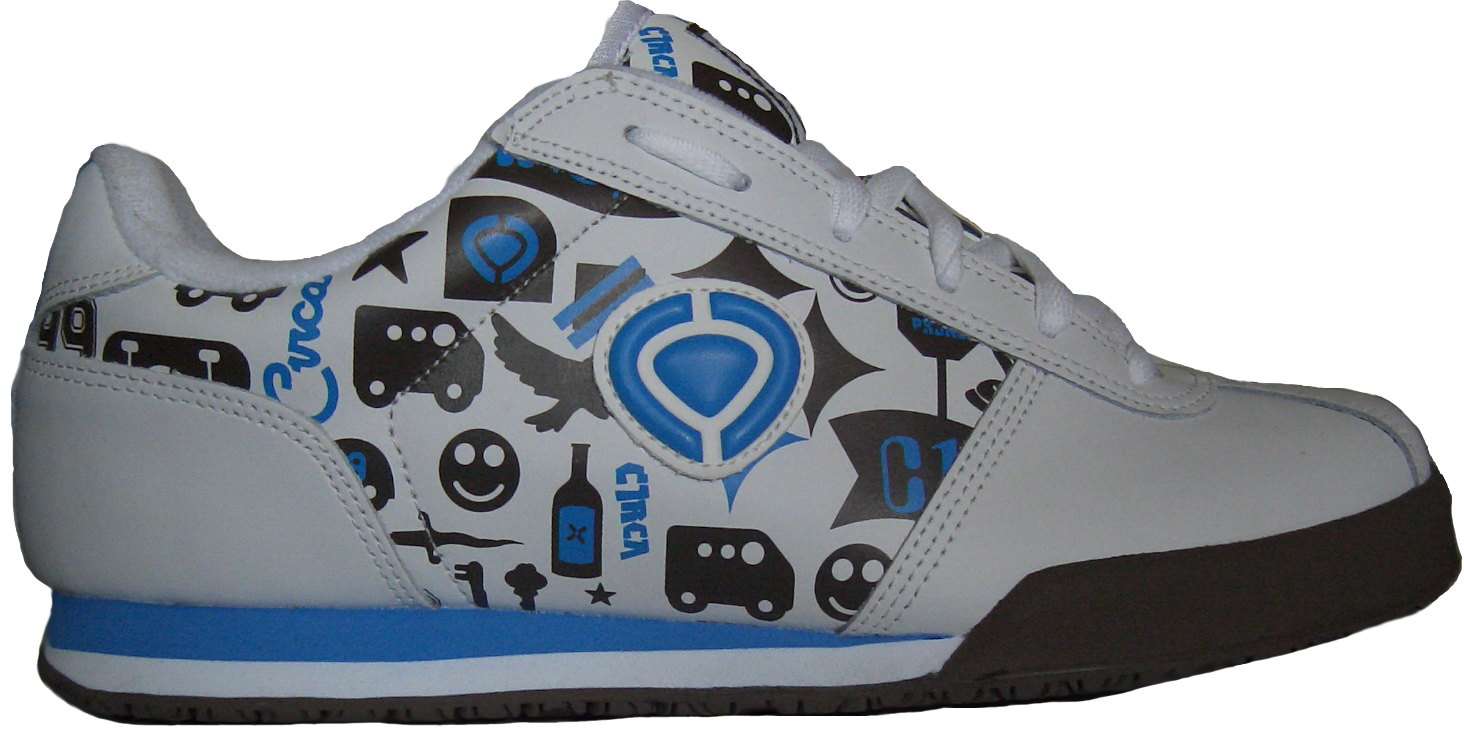
Sportschoen van C1RCA

C1RCA Footwear (uitgesproken als: Circa) is een bedrijf dat skateschoenen fabriceert. Het is opgericht in 1999 en het hoofdkwartier bevindt zich in San Clemente (Californië). Het is opgericht door Four Star Distribution, in de tijd dat het ook een snowboardbedrijf was.

## Geschiedenis
Chad Muska was de eerste professionele skater om voor C1RCA te gaan skaten, nadat hij éS Footwear verliet. Op 15 juli 2004 verkocht Four Star al hun snowboard eigendommen (Forum, Special Blend, Jeenyus en Foursquare) aan Burton Snowboards en werd zo een 100% skateboardbedrijf. In 2005 verliet Chad Muska C1RCA om voor Supra Footwear te gaan skaten.

## Huidige Team
- Colt Cannon
- Adrian Lopez
- Peter Ramondetta
- Tony Tave
- Jon Allie